# Curral de Dentro
Curral de Dentro – miasto i gmina w Brazylii, w stanie Minas Gerais. Znajduje się w mikroregionie Salinas.